# مهندسی ترافیک (مخابرات)

مهندسی ترافیک (مخابرات)

مهندسی ترافیک در مخابرات از دانش نظری و آماری شامل تئوری صف بندی یا نظریه صف (Queueing theory)، طبیعت ترافیک، مدل‌های عملی آنها، اندازه‌گیری و شبیه‌سازی آنها در راستای پیش‌بینی و محاسبه اولیه برای طراحی و ساخت شبکه‌های مخابراتی با کمینه هزینه استفاده می‌کند. این ابزارها و دانش‌های پایه‌ای به فراهم آوری خدمات مطمئن با کمترین هزینه کمک می‌کند. از آنجا که این روش در شبکه‌های مختلف، متفاوت است شبکه‌ها به انواع زیر تقسیم می‌شوند: PSTN، شبکه‌های پهن باند، شبکه‌های موبایل (شبکه سیار). ترافیک شبکه در جاهایی که امکان مخابره اطلاعات زیاد است بیش از آن است که انتظار می‌رود.

## دیباچه
مهندسی ترافیک از شیوه‌های آماری مثل نظریه صف بندی برای پیش‌بینی و مهندسی رفتارهای شبکه‌های مخابراتی مثل شبکه تلفن یا شبکه اینترنت استفاده می‌کند.
این رشته بر پایه کارهای آقای A. K. Erlang که واحد شدت ترافیک مخابراتی به افتخار او به Erlang نامیده شده‌است. همچنین واحد حجم ترافیک نیز به نام اوست. توزیع Erlang هنوز در مهندسی ترافیک تلفن استفاده می‌شود.
مشاهده مهم در مهندسی ترافیک این است که در سیستم‌های بزرگ، قانون اعداد بزرگ (law of large numbers) می‌تواند استفاده شود تا ویژگی‌های جمعی یک سیستم را در یک بازه زمانی بزرگ، نسبت به رفتار خصوصصی قسمت خاصی از سیستم، قابل پیش‌بینی تر کند.
نظریه صف بندی که برای شبکه‌های مدار گزینی (circuit switching) توسعه یافته بود برای شبکه‌های راه گزینی بسته کوچک نیز قابل اعمال است.

## مهندسی مخابرات در شبکه پهن باند
مهندسی مخابرات در شبکه پهن باند، یک حوزه مهم در علم مخابرات و فناوری اطلاعات است که به بررسی و طراحی شبکه‌های ارتباطی با پهنای باند بالا، مانند اینترنت، می‌پردازد. این شبکه‌ها، برای ارتباطات داده‌ای، صوتی و تصویری استفاده می‌شوند و امکان ارسال و دریافت اطلاعات با سرعت بسیار بالا را به کاربران ارائه می‌دهند.
مهندسی مخابرات در شبکه پهن باند، شامل بررسی و تحلیل روش‌های ارتباطی، پروتکل‌های ارتباطی، طراحی شبکه‌های پهن باند، مدیریت و بهینه‌سازی شبکه‌ها و همچنین امنیت شبکه‌ها است. هدف اصلی این حوزه، ایجاد یک شبکه پایدار، امن و با کیفیت برای ارائه خدمات ارتباطی با پهنای باند بالا به کاربران است.
مهندسی مخابرات در شبکه پهن باند، در حال حاضر یکی از حوزه‌های پرطرفدار و پررونق در صنعت فناوری اطلاعات است. با توسعه فناوری‌های جدید و نیاز روزافزون کاربران به سرویس‌های با کیفیت بالا، شبکه‌های پهن باند برای شرکت‌ها و سازمان‌ها از اهمیت بالایی برخوردارند. در این راستا، متخصصانی که در حوزه مهندسی مخابرات در شبکه پهن باند فعالیت می‌کنند، بازار کار گسترده‌ای را در بخش‌های مختلف صنعت فناوری اطلاعات و ارتباطات دارند.